# Diatryba
Diatryba – gatunek filozoficzno-literacki ukształtowany w starożytnej Grecji. Miał formę dialogu, mowy, kazania lub wykładu o charakterze moralizatorskim. Łączył prostotę i ocierającą się niekiedy o rubaszność swobodę stylu z wywodem retorycznym okraszonym anegdotami i dowcipami. Formę tę upodobali sobie szczególnie cynicy z III w. p.n.e., głównie Tales i Bion z Borystenes.  
W czasach nowożytnych zaczęła oznaczać także utwór polemiczny, wyrażający za pomocą ostrych środków wyrazu gwałtowną krytykę lub sprzeciw (np. Na mniemany spisek mieszczan Franciszka Zabłockiego).

## Rodowód
Wyraz ten wywodzi się od greckiego słowa diatribē (dosłownie „ścierać – spędzać – czas”), a określało się nim w starożytnej Grecji czas spędzany w szkole. Później tym samym terminem nazywano rozprawę szkolną mającą charakter retorycznego dialogu – sporu z wymyślonym oponentem.